# Per Egil Ahlsen
Per Egil Ahlsen (Fredrikstad, 4 marzo 1958) è un ex calciatore norvegese, di ruolo centrocampista.

## Caratteristiche tecniche
Oltre ad essere uno specialista dei calci piazzati, Ahlsen era un giocatore eccellente e versatile, che poteva essere impiegato sia come difensore che come centrocampista. Veniva impiegato indifferentemente sia sulla fascia destra che su quella sinistra, finché l'allenatore Tony Knapp non lo provò come libero.

## Carriera

### Giocatore

#### Club

##### Gli inizi
Ahlsen giocò per la squadra giovanile del Fredrikstad con cui vinse, nel 1976, il campionato di categoria. Nello stesso anno, effettuò il debutto in prima squadra: il 27 maggio fu infatti impiegato nella sconfitta per 3-1 sul campo del Mjøndalen. La stagione della squadra fu però turbolenta e culminò con la retrocessione nella 2. divisjon al termine del campionato. Inizialmente, Ahlsen non era considerato come un calciatore particolarmente talentuoso, ma quando riuscì a perdere qualche chilo con gli allenamenti, il suo livello di gioco venne in superficie. Per le prime stagioni in squadra, ebbe difficoltà ad imporsi tra i titolari, ma le cose cambiarono dopo il campionato 1979.

##### L'affermazione al Fredrikstad
Nel 1979, intanto, il Fredrikstad conquistò la promozione nella 1. divisjon. A partire dal 1980, lo spazio a disposizione di Ahlsen aumentò: giocò infatti tutti i 22 incontri di campionato in stagione, realizzando anche le prime reti nella massima divisione norvegese. Nell'annata successiva, risultò essere il miglior marcatore della squadra assieme a Vidar Hansen, con 9 gol all'attivo; questo non bastò però a salvare il Fredrikstad dalla retrocessione. Nel 1983, l'allenatore Tony Knapp lo impiegò da libero, con ottimi risultati. Contemporaneamente, la squadra centrò la promozione. Il 1984 fu anno agrodolce per il club: il Fredrikstad retrocesse nuovamente, ma vinse la decima Norgesmesterskapet della sua storia. Il trofeo venne conteso in finale al Viking. L'incontro arrivò fino ai tempi supplementari, nel corso dei quali venne fischiato un calcio di punizione in favore del Fredrikstad, tra i 30 e i 35 metri dalla porta: Ahlsen si incaricò della battuta e calciò il pallone all'incrocio dei pali, superando il portiere avversario Erik Thorstvedt e siglando il momentaneo 3-2. Quella rete fu considerata la più importante della sua carriera, oltre ad essere ricordata come una delle marcature più bella della storia del calcio norvegese. L'incontro terminò comunque per 3-3, ma nella ripetizione il Fredrikstad riuscì ad imporsi per 3-2, anche grazie ad un gol di Ahlsen su calcio di rigore. Fu nuovamente il miglior marcatore della squadra nel campionato 1985, stavolta assieme a Steinar Mathisen. Nel 1986 rimase a lungo lontano dai campi da gioco a causa di un infortunio all'inguine.

##### Il trasferimento al Brann
Nel 1987, Ahlsen venne acquistato dal Brann in cambio di 250.000 corone, all'epoca una delle cifre più alte mai pagate per un trasferimento nel calcio norvegese. Entrò a far parte di una squadra forte, avendo come compagni Erik Solér, Jan Halvor Halvorsen, Odd Johnsen, Arne Møller, Halvor Storskogen e Bjarni Sigurðsson. Debuttò con questa maglia in data 2 maggio, quando fu titolare nel successo per 2-1 sul Kongsvinger. Il Brann perse due finali di Coppa di Norvegia consecutivamente, la prima delle quali contro il Bryne (edizione 1987) e la seconda contro il Rosenborg (edizione 1988): Ahlsen fu titolare in entrambe le circostanze. Il 1º maggio 1988 siglò il primo gol per il Brann, nella sconfitta casalinga per 1-2 contro il Vålerengen.
Nel 1990, fu ceduto ai tedeschi del Fortuna Düsseldorf con la formula del prestito. Esordì per il club, militante nella Bundesliga, in data 29 settembre: fu titolare nella sconfitta casalinga per 0-2 contro il Bayer Uerdingen. Disputò 13 partite tra campionato e coppa, con questa maglia. L'avventura in Germania non fu particolarmente brillante, anche perché Ahlsen era ormai nella fase calante della propria carriera. Tornò così al Brann per il campionato 1991, disputando una stagione eccellente a dispetto della propria età. Rimase in squadra per un'ulteriore stagione.

##### Il ritorno al Fredrikstad
Nel 1993, Ahlsen scelse di tornare al Fredrikstad, per la gioia dei suoi vecchi tifosi. Il club navigava in cattive acque, trovandosi nella 2. divisjon. L'obiettivo del club era comunque di guadagnarsi la promozione già nel 1993, ma l'obiettivo non fu centrato. Seguì un periodo di incertezza per il calciatore, che aveva il contratto in scadenza. Ma negli ultimi giorni dell'anno, Ahlsen rese noto di aver prolungato il suo accordo con il Fredrikstad per altre tre stagioni. Giocò un campionato 1994 positivo, con 7 reti all'attivo. Fu sorprendentemente licenziato a gennaio 1995 dall'allenatore Lars-Olof Mattsson, che giudicò inadeguate le sue capacità atletiche. Ricevette un massiccio sostegno dai suoi tifosi, ma la società non cambiò la propria decisione: in questo modo, terminò la sua carriera agonistica.

#### Nazionale
Ahlsen giocò 2 partite per la Norvegia under 21, con altrettante marcature all'attivo. Debuttò il 20 settembre 1983, segnando una rete nella sconfitta per 2-3 contro il Galles under 21. Esordì per la Nazionale maggiore in data 26 ottobre 1983, schierato titolare nella vittoria per 4-2 sulla Finlandia. Risultò essere uno dei migliori in campo nella sfida, valida per le qualificazioni ai Giochi della XXIII Olimpiade. Diventò rapidamente uno degli elementi più importanti della squadra, composta prevalentemente da calciatori militanti nel campionato norvegese. Ebbe l'opportunità di partecipare alle Olimpiadi, in cui risultò essere uno dei migliori giocatori della selezione scandinava ed ebbe anche modo di segnare un gol nella sconfitta per 1-2 contro la Francia. Continuò a giocare in Nazionale anche dopo la retrocessione del Fredrikstad, nel 1984. Fu invece messo da parte quando fu nominato come commissario tecnico lo svedese Tord Grip, che non lo riteneva fondamentale. Tornò a giocare nella Norvegia un anno più tardi, quando Ingvar Stadheim fu scelto come nuovo allenatore: veniva schierato come partner difensivo di Rune Bratseth. Totalizzò complessivamente 54 presenze, con 3 reti all'attivo.

### Allenatore
Dal 1996 al 1997, fu allenatore dello Østsiden.

## Statistiche

### Presenze e reti nei club
| Stagione            | Club               | Campionato         | Campionato | Campionato | Coppe nazionali | Coppe nazionali | Coppe nazionali | Coppe continentali | Coppe continentali | Coppe continentali | Supercoppe | Supercoppe | Supercoppe | Totale | Totale |
| Stagione            | Club               | Comp               | Pres       | Reti       | Comp            | Pres            | Reti            | Comp               | Pres               | Reti               | Comp       | Pres       | Reti       | Pres   | Reti   |
| ------------------- | ------------------ | ------------------ | ---------- | ---------- | --------------- | --------------- | --------------- | ------------------ | ------------------ | ------------------ | ---------- | ---------- | ---------- | ------ | ------ |
| 1976                | Fredrikstad        | 1D                 | 6          | 0          | CN              | ?               | ?               | -                  | -                  | -                  | -          | -          | -          | ?      | ?      |
| 1977                | Fredrikstad        | 2D                 | 11         | 0          | CN              | ?               | ?               | -                  | -                  | -                  | -          | -          | -          | ?      | ?      |
| 1978                | Fredrikstad        | 2D                 | 13         | 0          | CN              | ?               | ?               | -                  | -                  | -                  | -          | -          | -          | ?      | ?      |
| 1979                | Fredrikstad        | 2D                 | 8          | 1          | CN              | ?               | ?               | -                  | -                  | -                  | -          | -          | -          | ?      | ?      |
| 1980                | Fredrikstad        | 1D                 | 22         | 2          | CN              | ?               | ?               | -                  | -                  | -                  | -          | -          | -          | ?      | ?      |
| 1981                | Fredrikstad        | 1D                 | 20         | 9          | CN              | ?               | ?               | -                  | -                  | -                  | -          | -          | -          | ?      | ?      |
| 1982                | Fredrikstad        | 1D                 | 22         | 2          | CN              | ?               | ?               | -                  | -                  | -                  | -          | -          | -          | ?      | ?      |
| 1983                | Fredrikstad        | 2D                 | 0          | 0          | CN              | ?               | ?               | -                  | -                  | -                  | -          | -          | -          | ?      | ?      |
| 1984                | Fredrikstad        | 1D                 | 22         | 2          | CN              | ?               | ?               | -                  | -                  | -                  | -          | -          | -          | ?      | ?      |
| 1985                | Fredrikstad        | 2D                 | 22         | 9          | CN              | ?               | ?               | -                  | -                  | -                  | -          | -          | -          | ?      | ?      |
| 1986                | Fredrikstad        | 2D                 | 16         | 1          | CN              | ?               | ?               | -                  | -                  | -                  | -          | -          | -          | ?      | ?      |
| 1987                | Brann              | 1D                 | 22         | 0          | CN              | 7               | 0               | -                  | -                  | -                  | -          | -          | -          | 33     | 1      |
| 1988                | Brann              | 1D                 | 21         | 1          | CN              | 8               | 1               | -                  | -                  | -                  | -          | -          | -          | 29     | 2      |
| 1989                | Brann              | 1D                 | 22         | 1          | CN              | 2               | 0               | CC                 | 2                  | 0                  | -          | -          | -          | 26     | 1      |
| 1990                | Brann              | 1D                 | 13         | 0          | CN              | 4               | 0               | -                  | -                  | -                  | -          | -          | -          | 17     | 0      |
| set. 1990-mar. 1991 | Fortuna Düsseldorf | BL                 | 11         | 0          | CG              | 2               | 0               | -                  | -                  | -                  | -          | -          | -          | 13     | 0      |
| 1991                | Brann              | ES                 | 20         | 2          | CN              | 4               | 0               | -                  | -                  | -                  | -          | -          | -          | 24     | 2      |
| 1992                | Brann              | ES                 | 22         | 1          | CN              | 3               | 0               | -                  | -                  | -                  | -          | -          | -          | 25     | 1      |
| Totale Brann        | Totale Brann       | Totale Brann       | 120        | 5          |                 | 28              | 1               |                    | 2                  | 0                  |            | -          | -          | 150    | 6      |
| 1993                | Fredrikstad        | 2D                 | 21         | 5          | CN              | 1               | 0               | -                  | -                  | -                  | -          | -          | -          | 22     | 5      |
| 1994                | Fredrikstad        | 2D                 | 21         | 6          | CN              | 3               | 0               | -                  | -                  | -                  | -          | -          | -          | 24     | 6      |
| Totale Fredrikstad  | Totale Fredrikstad | Totale Fredrikstad | ?          | ?          |                 | ?               | ?               |                    | -                  | -                  |            | -          | -          | ?      | ?      |
| Totale              | Totale             | Totale             | 245        | 10         |                 | ?               | ?               |                    | 11                 | 0                  |            | -          | -          | ?      | ?      |

### Cronologia presenze e reti in Nazionale
| Cronologia completa delle presenze e delle reti in nazionale ― Norvegia | Cronologia completa delle presenze e delle reti in nazionale ― Norvegia | Cronologia completa delle presenze e delle reti in nazionale ― Norvegia | Cronologia completa delle presenze e delle reti in nazionale ― Norvegia | Cronologia completa delle presenze e delle reti in nazionale ― Norvegia | Cronologia completa delle presenze e delle reti in nazionale ― Norvegia | Cronologia completa delle presenze e delle reti in nazionale ― Norvegia | Cronologia completa delle presenze e delle reti in nazionale ― Norvegia |
| Data                                                                    | Città                                                                   | In casa                                                                 | Risultato                                                               | Ospiti                                                                  | Competizione                                                            | Reti                                                                    | Note                                                                    |
| ----------------------------------------------------------------------- | ----------------------------------------------------------------------- | ----------------------------------------------------------------------- | ----------------------------------------------------------------------- | ----------------------------------------------------------------------- | ----------------------------------------------------------------------- | ----------------------------------------------------------------------- | ----------------------------------------------------------------------- |
| 26-10-1983                                                              | Moss                                                                    | Norvegia                                                                | 4 – 2                                                                   | Finlandia                                                               | Qual. Olimpiadi 1984                                                    | -                                                                       |                                                                         |
| 29-10-1983                                                              | Stavanger                                                               | Norvegia                                                                | 1 – 1                                                                   | Germania Est                                                            | Qual. Olimpiadi 1984                                                    | -                                                                       |                                                                         |
| 9-11-1983                                                               | Poznań                                                                  | Polonia                                                                 | 0 – 1                                                                   | Norvegia                                                                | Qual. Olimpiadi 1984                                                    | -                                                                       |                                                                         |
| 12-11-1983                                                              | Potsdam                                                                 | Germania Est                                                            | 1 – 0                                                                   | Norvegia                                                                | Qual. Olimpiadi 1984                                                    | -                                                                       |                                                                         |
| 1-5-1984                                                                | Ettelbruck                                                              | Lussemburgo                                                             | 0 – 2                                                                   | Norvegia                                                                | Amichevole                                                              | -                                                                       |                                                                         |
| 23-5-1984                                                               | Székesfehérvár                                                          | Ungheria                                                                | 0 – 0                                                                   | Norvegia                                                                | Amichevole                                                              | -                                                                       |                                                                         |
| 6-6-1984                                                                | Trondheim                                                               | Norvegia                                                                | 1 – 0                                                                   | Galles                                                                  | Amichevole                                                              | -                                                                       |                                                                         |
| 20-6-1984                                                               | Reykjavík                                                               | Islanda                                                                 | 0 – 1                                                                   | Norvegia                                                                | Amichevole                                                              | -                                                                       |                                                                         |
| 29-7-1984                                                               | Boston                                                                  | Norvegia                                                                | 0 – 0                                                                   | Cile                                                                    | Olimpiadi 1984 - 1º turno                                               | -                                                                       |                                                                         |
| 31-7-1984                                                               | Boston                                                                  | Norvegia                                                                | 1 – 2                                                                   | Francia                                                                 | Olimpiadi 1984 - 1º turno                                               | 1                                                                       |                                                                         |
| 2-8-1984                                                                | Boston                                                                  | Norvegia                                                                | 2 – 0                                                                   | Qatar                                                                   | Olimpiadi 1984 - 1º turno                                               | -                                                                       |                                                                         |
| 29-8-1984                                                               | Drammen                                                                 | Norvegia                                                                | 1 – 1                                                                   | Polonia                                                                 | Amichevole                                                              | -                                                                       |                                                                         |
| 12-9-1984                                                               | Oslo                                                                    | Norvegia                                                                | 0 – 1                                                                   | Svizzera                                                                | Qual. Mondiali 1986                                                     | -                                                                       |                                                                         |
| 26-9-1984                                                               | Copenaghen                                                              | Danimarca                                                               | 1 – 0                                                                   | Norvegia                                                                | Qual. Mondiali 1986                                                     | -                                                                       |                                                                         |
| 10-10-1984                                                              | Oslo                                                                    | Norvegia                                                                | 1 – 1                                                                   | Unione Sovietica                                                        | Qual. Mondiali 1986                                                     | -                                                                       |                                                                         |
| 17-10-1984                                                              | Oslo                                                                    | Norvegia                                                                | 1 – 0                                                                   | Irlanda                                                                 | Qual. Mondiali 1986                                                     | -                                                                       |                                                                         |
| 26-2-1985                                                               | Wrexham                                                                 | Galles                                                                  | 1 – 1                                                                   | Norvegia                                                                | Amichevole                                                              | 1                                                                       |                                                                         |
| 17-4-1985                                                               | Francoforte sull'Oder                                                   | Germania Est                                                            | 1 – 0                                                                   | Norvegia                                                                | Amichevole                                                              | -                                                                       |                                                                         |
| 1-5-1985                                                                | Dublino                                                                 | Irlanda                                                                 | 0 – 0                                                                   | Norvegia                                                                | Qual. Mondiali 1986                                                     | -                                                                       |                                                                         |
| 22-5-1985                                                               | Göteborg                                                                | Svezia                                                                  | 1 – 0                                                                   | Norvegia                                                                | Amichevole                                                              | -                                                                       |                                                                         |
| 5-6-1985                                                                | Bergen                                                                  | Norvegia                                                                | 4 – 2                                                                   | Galles                                                                  | Amichevole                                                              | -                                                                       |                                                                         |
| 14-8-1985                                                               | Oslo                                                                    | Norvegia                                                                | 0 – 1                                                                   | Germania Est                                                            | Amichevole                                                              | -                                                                       |                                                                         |
| 10-9-1985                                                               | Oslo                                                                    | Norvegia                                                                | 3 – 0                                                                   | Egitto                                                                  | Amichevole                                                              | -                                                                       |                                                                         |
| 25-9-1985                                                               | Lecce                                                                   | Italia                                                                  | 1 – 2                                                                   | Norvegia                                                                | Amichevole                                                              | -                                                                       |                                                                         |
| 16-10-1985                                                              | Oslo                                                                    | Norvegia                                                                | 1 – 5                                                                   | Danimarca                                                               | Qual. Mondiali 1986                                                     | -                                                                       |                                                                         |
| 13-11-1985                                                              | Lucerna                                                                 | Svizzera                                                                | 1 – 1                                                                   | Norvegia                                                                | Qual. Mondiali 1986                                                     | -                                                                       |                                                                         |
| 26-2-1986                                                               | Saint George's                                                          | Grenada                                                                 | 1 – 2                                                                   | Norvegia                                                                | Amichevole                                                              | -                                                                       |                                                                         |
| 4-6-1986                                                                | Bucarest                                                                | Romania                                                                 | 3 – 1                                                                   | Norvegia                                                                | Amichevole                                                              | -                                                                       |                                                                         |
| 9-9-1986                                                                | Oslo                                                                    | Norvegia                                                                | 0 – 0                                                                   | Ungheria                                                                | Amichevole                                                              | -                                                                       |                                                                         |
| 29-10-1986                                                              | Sinferopoli                                                             | Unione Sovietica                                                        | 4 – 0                                                                   | Norvegia                                                                | Qual. Euro 1988                                                         | -                                                                       |                                                                         |
| 24-3-1987                                                               | Breslavia                                                               | Polonia                                                                 | 4 – 1                                                                   | Norvegia                                                                | Amichevole                                                              | -                                                                       |                                                                         |
| 28-5-1987                                                               | Oslo                                                                    | Norvegia                                                                | 0 – 0                                                                   | Italia                                                                  | Amichevole                                                              | -                                                                       |                                                                         |
| 3-6-1987                                                                | Oslo                                                                    | Norvegia                                                                | 0 – 1                                                                   | Unione Sovietica                                                        | Qual. Euro 1988                                                         | -                                                                       |                                                                         |
| 16-6-1987                                                               | Oslo                                                                    | Norvegia                                                                | 2 – 0                                                                   | Francia                                                                 | Qual. Euro 1988                                                         | -                                                                       |                                                                         |
| 12-8-1987                                                               | Oslo                                                                    | Norvegia                                                                | 0 – 0                                                                   | Svezia                                                                  | Amichevole                                                              | -                                                                       |                                                                         |
| 4-11-1987                                                               | Bratislava                                                              | Cecoslovacchia                                                          | 3 – 2                                                                   | Norvegia                                                                | Amichevole                                                              | -                                                                       |                                                                         |
| 5-9-1987                                                                | Oslo                                                                    | Norvegia                                                                | 1 – 1                                                                   | Francia                                                                 | Qual. Euro 1988                                                         | -                                                                       |                                                                         |
| 11-10-1987                                                              | Sarajevo                                                                | Jugoslavia                                                              | 1 – 0                                                                   | Norvegia                                                                | Qual. Euro 1988                                                         | -                                                                       |                                                                         |
| 25-10-1989                                                              | Madinat al-Kuwait                                                       | Kuwait                                                                  | 2 – 2                                                                   | Norvegia                                                                | Amichevole                                                              | -                                                                       |                                                                         |
| 15-11-1989                                                              | Glasgow                                                                 | Scozia                                                                  | 1 – 1                                                                   | Norvegia                                                                | Qual. Euro 1988                                                         | -                                                                       |                                                                         |
| 27-3-1990                                                               | Belfast                                                                 | Irlanda del Nord                                                        | 2 – 3                                                                   | Norvegia                                                                | Amichevole                                                              | -                                                                       |                                                                         |
| 22-8-1990                                                               | Stavanger                                                               | Norvegia                                                                | 1 – 2                                                                   | Svezia                                                                  | Amichevole                                                              | 1                                                                       |                                                                         |
| 12-9-1990                                                               | Mosca                                                                   | Unione Sovietica                                                        | 2 – 0                                                                   | Norvegia                                                                | Qual. Euro 1992                                                         | -                                                                       |                                                                         |
| 10-10-1990                                                              | Bergen                                                                  | Norvegia                                                                | 0 – 0                                                                   | Ungheria                                                                | Qual. Euro 1992                                                         | -                                                                       |                                                                         |
| 31-10-1990                                                              | Oslo                                                                    | Norvegia                                                                | 6 – 1                                                                   | Camerun                                                                 | Amichevole                                                              | -                                                                       |                                                                         |
| 17-4-1991                                                               | Vienna                                                                  | Austria                                                                 | 0 – 0                                                                   | Norvegia                                                                | Amichevole                                                              | -                                                                       |                                                                         |
| 1-5-1991                                                                | Oslo                                                                    | Norvegia                                                                | 3 – 0                                                                   | Cipro                                                                   | Qual. Euro 1992                                                         | -                                                                       |                                                                         |
| 23-5-1991                                                               | Oslo                                                                    | Norvegia                                                                | 1 – 0                                                                   | Romania                                                                 | Amichevole                                                              | -                                                                       |                                                                         |
| 5-6-1991                                                                | Oslo                                                                    | Norvegia                                                                | 2 – 1                                                                   | Italia                                                                  | Qual. Euro 1992                                                         | -                                                                       |                                                                         |
| 8-8-1991                                                                | Oslo                                                                    | Norvegia                                                                | 1 – 2                                                                   | Svezia                                                                  | Amichevole                                                              | -                                                                       |                                                                         |
| 25-9-1991                                                               | Oslo                                                                    | Norvegia                                                                | 2 – 3                                                                   | Cecoslovacchia                                                          | Qual. Euro 1992                                                         | -                                                                       |                                                                         |
| 30-10-1991                                                              | Szombathely                                                             | Ungheria                                                                | 0 – 0                                                                   | Norvegia                                                                | Qual. Euro 1992                                                         | -                                                                       |                                                                         |
| 13-11-1991                                                              | Genova                                                                  | Italia                                                                  | 1 – 1                                                                   | Norvegia                                                                | Qual. Euro 1992                                                         | -                                                                       |                                                                         |
| 4-2-1992                                                                | Hamilton                                                                | Bermuda                                                                 | 3 – 1                                                                   | Norvegia                                                                | Amichevole                                                              | -                                                                       |                                                                         |
| Totale                                                                  |                                                                         | Presenze                                                                | 54                                                                      |                                                                         | Reti                                                                    | 3                                                                       |                                                                         |

## Palmarès

### Giocatore

#### Club
- Coppa di Norvegia: 1

Fredrikstad: 1984

#### Individuale
- Miglior centrocampista dell'Eliteserien: 1

1990